# Бауш, Пина
Пи́на Ба́уш (нем. Pina Bausch, собственно Филиппи́на Ба́уш (нем. Philippine Bausch), 27 июля 1940 года, Золинген, район Рейн-Вуппер, округ Дюссельдорф, Рейнская провинция, Третий рейх— 30 июня 2009 года, Вупперталь, округ Дюссельдорф, Северный Рейн-Вестфалия, Федеративная Республика Германия) — немецкая танцовщица и хореограф, один из крупнейших хореографов XX века

## Биография и творчество

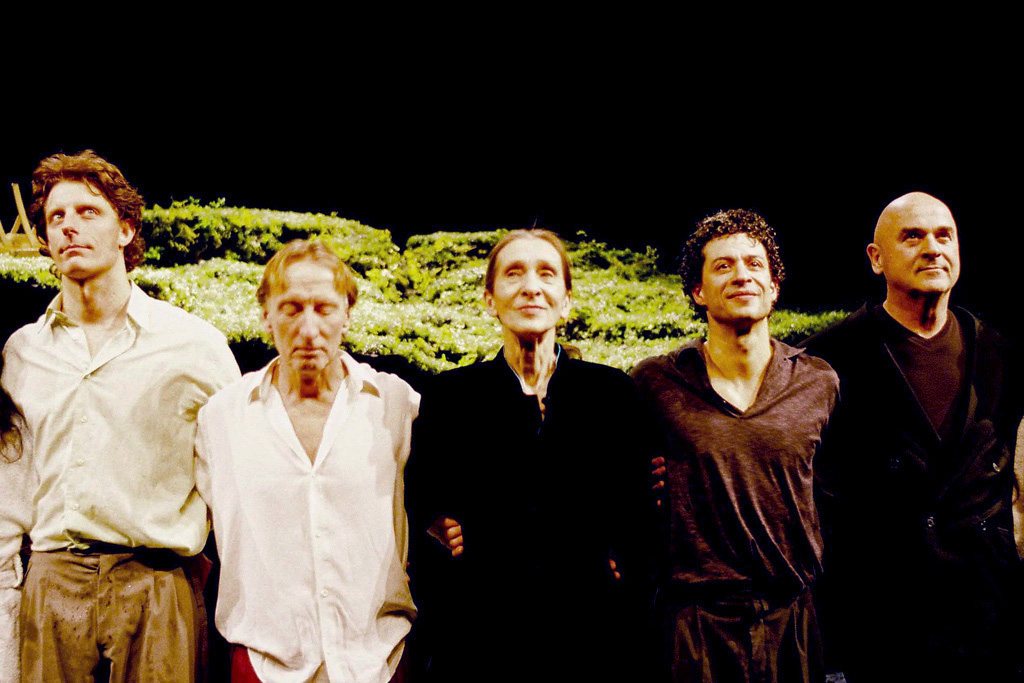
Пина Бауш (в центре) с артистами своего театра на шоу «Луговая земля», 2009

В 1954—1958 годах училась балету в Эссене, затем в Джульярдской школе в Нью-Йорке, где среди её преподавателей был Энтони Тюдор. В 1962 году вернулась в Германию, стала солисткой Эссенского балетного театра, с 1969 года — его руководительницей. В 1973 году возглавила труппу современного танца в Вуппертале. В дальнейшем Бауш со своей труппой создаёт спектакли, навеянные атмосферой и пластикой тех городов, где они выступают: Будапешта, Палермо, Стамбула, Токио, Лиссабона, Гонконга, Мадрида, Рима, Лос-Анджелеса, Сеула, Вены и др. Снялась в двух культовых фильмах. У Федерико Феллини в картине «И корабль плывёт…» (1983) сыграла слепую принцессу, которая на ощупь играет в шахматы. И в фильме Педро Альмодовара «Поговори с ней» (2002) сыграла саму себя. В июле 2009 года собиралась на гастроли в Москву со своим спектаклем «Семь смертных грехов», но скончалась в Германии 30 июня 2009 года от рака лёгких.

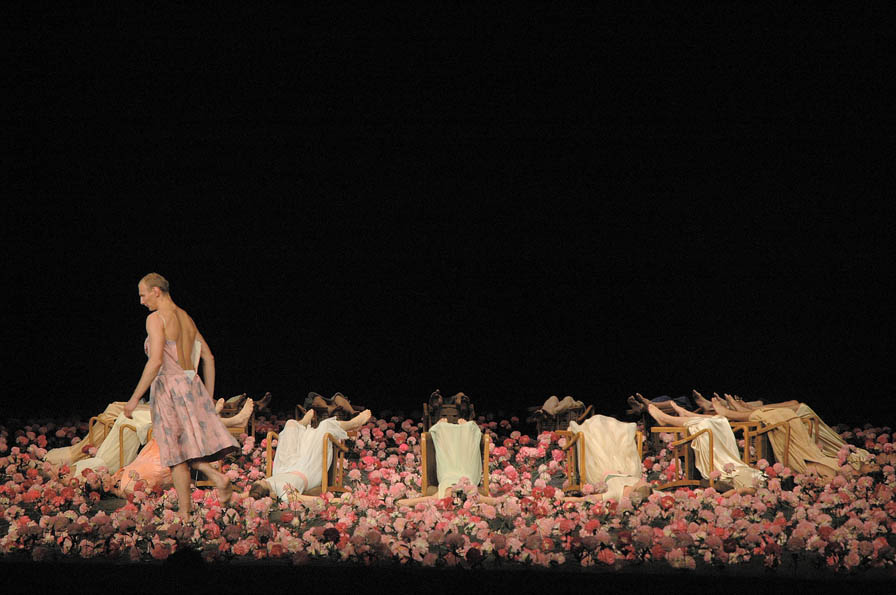
Балет Пины Бауш «Гвоздики» (2005)

## Пина Бауш в кинематографе
Помимо упомянутых ролей в игровом кинематографе (Феллини «И корабль плывёт…», Альмодовар «Поговори с ней»), Пина Бауш проявила себя и в других жанрах.
В 1983 году бельгийский кинорежиссёр Шанталь Акерман сняла о ней телевизионный документальный фильм «Однажды Пина меня спросила» (фр. Un jour Pina m'a demandé, 57 минут), просто по его сюжету съёмочная группа следует за знаменитым хореографом и вуппертальским театром на протяжении пяти недель, во время гастрольного тура по Германии, Италии и Франции. Целью режиссёра фильма было уловить беспрецедентное искусство Пины Бауш не только в предлагаемом зрительному залу качестве, но и «за сценой».

Другой документальный телефильм, продолжительностью 15 минут, был снят в течение одной июньской недели 2002 года в Париже, режиссёром Ли Янор (Lee Yanor), и называется он «Кофе с Пиной» (англ. Coffee with Pina). Эта зарисовка нередко используется в качестве «бонуса» для DVD-выпусков более «представительных» фильмов.

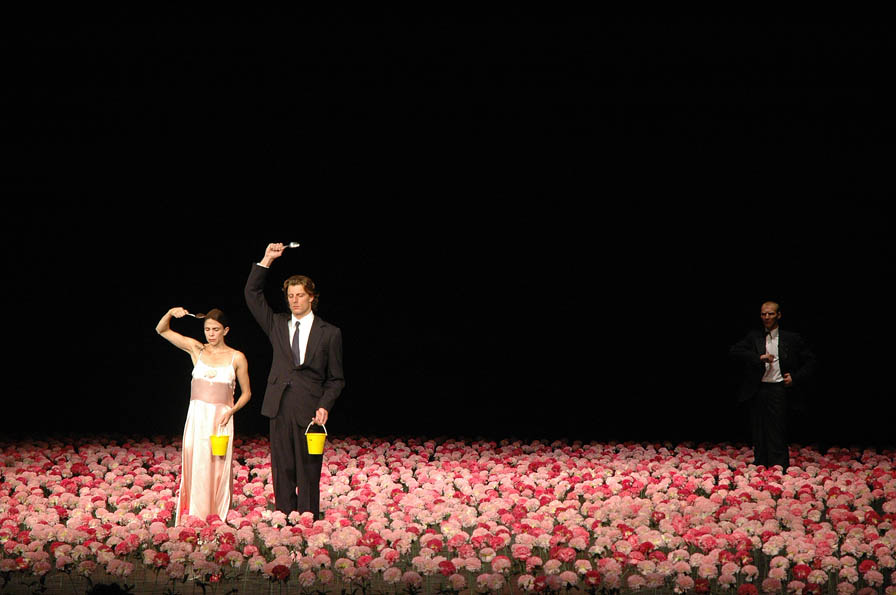
Балет Пины Бауш «Гвоздики» (2005)

Особую страницу отношений Бауш с кинематографом составляют экранизации её спектаклей: её собственные хореографические (и одновременно кинематографические) постановки, нередко и с появлением на экране самой Пины в танцевальных партиях. Хорошо известны её неповторимые и разноплановые фильмы этого жанра, такие как:
- «Орфей и Эвридика» — фильм-спектакль Парижской оперы (Opéra National de Paris) на музыку Глюка в постановке и сценографии Пины Бауш. Это «танцопера» (нем. «Tanzoper») — жанр, придуманный Пиной: в нём каждому персонажу соответствует два сценических исполнителя — оперный и балетный.
- «Весна священная» — фильм-балет 1978 года на музыку Стравинского
- «Кафе Мюллер» — фильм 1985 года запечатлел спектакль 1978 года, основанный на личных детских и юношеских воспоминаниях хореографа. Действие происходит в пустом кафе, где люди, которые потеряли надежду и способность любить, переживают своё одиночество. Артисты вуппертальского «Танцтеатра» (включая и саму Пину Бауш) рассказывают с помощью танца истории о себе. Музыкальной основой стали арии из опер Генри Пёрселла «Королева фей» и «Дидона и Эней» в исполнении Дженнифер Вивиан, Дженет Бейкер, Джона Ширли-Куирка и Онора Шепарда.
- «Зоны контакта, дамы и господа за 65» — фильм 2007 года на основе второй редакции спектакля. В 1998 году в городе Вуппертале появилось объявление, приглашающее пожилых людей без какого либо актёрского опыта принять участие в отборе для восстановления первой версии спектакля «Зоны контакта» (1978 года). В 2000 году этот спектакль «Танцтеатра» вышел в новой редакции. Что же случилось с 26-ю стариками, которые откликнулись на то объявление и были в итоге отобраны, как они выстраивают отношения, ищут свою «половинку»? Именно эта тема и становится главным сюжетом фильма, разворачиваясь в старом дансинге на фоне сентиментальных немецких песен 1930-х годов, джаза и танго. Интересно, что уже за рамками фильма — за год до смерти Бауш, в 2008 году — вышел ещё один вариант этого же спектакля, в котором, однако, были задействованы уже не «те, кому за…», а — подростки от 14 лет!

В 2011 году на Берлинале был показан фильм Вима Вендерса «Пина».

## Личная жизнь
Бауш была замужем за голландцем по происхождению Рольфом Борзиком, костюмером и декоратором, умершим от лейкемии в 1980 году. В том же году она познакомилась с Рональдом Кеем, чилийским поэтом и профессором эстетики и литературы Чилийского университета, в 1981 году у них родился сын, Ральф-Саломон, которого Бауш назвала в честь Борзика.

## Признание и награды
- 1984 — премия «Бесси», Нью-Йорк
- 1986 — Офицерский крест «За заслуги перед Федеративной Республикой Германия»
- 1991 — Орден Искусств и литературы Французской республики
- 1995 — Немецкая национальная танцевальная премия
- 1997 — Награда Берлинского театра
- 1997 — Большой крест со звездой и плечевой лентой «За заслуги перед Федеративной Республикой Германия»
- 1997 — Большой Крест ордена Сантьяго, Португалия
- май 1999 — Европейская театральная премия, Таормина, Италия
- 1999 — премия Сэмюэла Скриппса[англ.] / ADF за достижения в области современного танца, США
- 1999 — Императорская премия, Япония
- ноябрь 1999 — «honoris causa» в области искусств, музыки и зрелищ (итал. la laurea honoris causa in Disciplina delle Arti, della Musica e dello Spettacolo) Болонского университета, Италия
- 2003 — Кавалер ордена Почётного легиона, Франция
- 2004 — премия Нижинского, Монте-Карло
- 2005 — театральная премия «Золотая маска», Москва
- 2006 — Почётный директор (итал. Direttore Onorario) итальянской Национальной академии танца, основательницей и пожизненной главой которой до 1970 года была Я Руская.
- 2007 — Орден Пабло Неруды за заслуги в области искусства и культуры[исп.] (Чили)
- июнь 2007 — «Золотой лев» Венецианской биеннале «за вклад в искусство»
- ноябрь 2007 — Премия Киото
- 2008 — Премия Гёте, Франкфурт-на-Майне[7]

## Цитаты
«Меньше всего я интересуюсь тем, как люди двигаются, меня интересует, что ими движет», — Пина Бауш.